# Martijn de Goede
Matthëus Petrus Maria de Goede (30 november 1947 - Culemborg, 20 december 2015) was een Nederlands socioloog en docent en auteur methoden en technieken van sociaal-wetenschappelijk onderzoek.

## Biografie
Martijn de Goede werd geboren in Koog aan de Zaan, en studeerde van 1967 tot 1973 andragologie aan de Universiteit van Amsterdam. In 1988 promoveerde hij aan de Universiteit Utrecht op het proefschrift "Beleving van niet-werken: een onderzoek onder werklozen, arbeidsongeschikten en hun partner".
In 1973 begon hij als wetenschappelijk medewerker bij de groep Kinder- en Jeugdstudies aan de Faculteit sociale wetenschappen Universiteit Utrecht. Tot zijn pensioen in 2012 was hij als hoofddocent verbonden aan de Vakgroep Methodenleer en Statistiek van de faculteit Sociale Wetenschappen in Utrecht. Hij doceerde hier methoden en technieken van sociaalwetenschappelijk onderzoek.

## Werk
De Goede deed onderzoek op het gebied van de volwasseneneducatie, werkloosheid en arbeidsongeschiktheid. Hij deed specifiek onderzoek naar de school-, werk- en relatieloopbaan van jongvolwassenen en naar methodologische ‘kwaliteitskenmerken’ van (persoonlijkheids)vragenlijsten. Verder schreef hij diverse leerboeken over methoden en technieken en statistiek, onder andere samen met Ben Baarda de Basisboekenserie over onderzoek van Wolters-Noordhoff.

## Varia
Twee broers, Jan de Goede (1946) en Kees de Goede (1954), en een zus van Martijn de Goede zijn werkzaam als professioneel kunstenaar. Zelf begon hij op zijn vijftigste met schilderen. Een deel van zijn werk werd getypeerd als "Geometrische figuren in felle kleuren, een vaag herkenbare kerkdeur in gedekte tinten, stadsgezichten".

## Publicaties
Martijn de Goede publiceerde verschillende boeken. Een selectie:
- 1979. Onderwijs aan volwassenen : van alfabetisering tot open universiteit. Ism. René Hoksbergen (red.). Groningen : Wolters-Noordhoff. ISBN 90-01-91855-7
- 1983. Zwoegen, sloven, slaven : een verouderd arbeidsethos? : verkenning van een veranderend begrip. Baarn: Bosch & Keuning. ISBN 90-246-4443-7
- 1986. Beleving van niet-werken : een onderzoek onder werklozen, arbeidsongeschikten en hun partner. Rijksuniversiteit Utrecht. ISBN 90-9001999-5
- 1993. Jongeren in Nederland. Ism. W. Meeus (red.). Amersfoort: Academische uitgeverij.
- 1990. Basisboek Methoden en Technieken: handleiding voor het opzetten en uitvoeren van kwantitatief onderzoek. Ism. Ben Baarda. Stenfert Kroesse. 4e geheel herz. dr. Wolters-Noordhoff (2006) ISBN 90-207-3315-X
- 1996. Basisboek open interviewen. Ism. Ben Baarda en Jessie van der Meer-Middelburg. Stenfert Kroese. ISBN 90-207-2764-8
- 1996. Onderzoeksmethoden. Ism. Wim Jansen, Harm 't Hart, Joop Hox en Ger Snijkers e.a. Meppel: Boom. ISBN 90-207-2148-8
- 2004. Introduction to statistics with SPSS : a guide to the processing, analysing and reporting of (research) data. Met Ben Baarda en Cor van Dijkum.
- 2007. Methodenleer en Statistiek Faculteit sociale wetenschappen Universiteit Utrecht : enkele persoonlijke geschiedenissen van de periode 1970-2007. Met Peter G.M. van der Heijden (red.) Utrecht : Vakgroep M&S, FSW, Universiteit Utrecht.